# 71P/Clark
La comète Clark, officiellement 71P/Clark, est une comète périodique du système solaire, découverte le 9 juin 1973 par Michael Clark au Mount John University Observatory (en), en Nouvelle-Zélande.